# جوایز هزاره ام‌تی‌وی
جوایز هزاره ام‌تی‌وی (که به اختصار MIAW نامیده می‌شود) یک برنامه سالانه جوایز موسیقی آمریکای لاتین است که توسط کانال کابلی ام‌تی‌وی آمریکای لاتین به منظور بزرگداشت بهترین‌های موسیقی لاتین و دنیای دیجیتال نسل هزاره ارائه می‌شود. این مراسم از اولین دوره برگزاری در مکزیکو سیتی در ۱۶ ژوئیه ۲۰۱۳ برگزار می‌شود.